# Tersilochus rugulosus
Tersilochus rugulosus är en stekelart som beskrevs av Horstmann 1981. Tersilochus rugulosus ingår i släktet Tersilochus och familjen brokparasitsteklar. Inga underarter finns listade i Catalogue of Life.